# 小行星7836
小行星7836（英語：7836）是一颗围绕太阳公转的小行星。1993年10月9日，川里信弘在上野原市发现了此天体。
这颗小行星的绝对星等为25.04014784745979等。